# Edward Idzikowski
Edward Idzikowski (ur. 13 sierpnia 1894 w Nowym Mieście, zm. 14 sierpnia 1944 w Warszawie) – poseł na Sejm RP II kadencji i III kadencji w latach 1928–1934.
Ukończył Seminarium nauczycielskie i kursy pedagogiczne. W czasie I wojny światowej organizował do czerwca 1918 Związek Wojskowych Polaków w Rosji, był delegatem na zjazdy Związku Wojskowych Polaków w Moskwie i Piotrogrodzie. Jako przedstawiciel Związku organizował pomoc dla Polaków w wojsku rosyjskim i dla emigrantów polskich - szkoły, ochronki, dokumenty i żywność - odwiedzał więzienia, miejsca katorgi i obozy jenieckie. Zorganizował transport 70 wagonów repatriantów umożliwiając im powrót do Polski. W latach 1918–1920 służył jako ochotnik w Wojsku Polskim. Współtwórca i wiceprezes Związku Izb Rzemieślniczych RP oraz sekretarz Rady Naukowej Rzemiosła i sekretarz generalny Rady Zjednoczenia Stanu Średniego. Od 1928 członek BBWR z jego list wybrany posłem z okręgu 1 Miasta Stołecznego Warszawy posłem na Sejm II RP II kadencji i następnie w 1930 poseł III kadencji. Pracował w komisji przemysłowo-handlowej, do walki z drożyzną, od 1930 był sprawozdawcą komisji skarbowej. Oskarżony o łapownictwo, został w październiku 1934 wykluczony z BBWR i zmuszony 30 października 1934 do rezygnacji z mandatu. Ostatecznie 15 czerwca 1938 został skazany sądownie na 5 lat pozbawienia wolności i 10 lat utraty praw publicznych, obywatelskich i honorowych. Po procesie rozesłano za nim listy gończe. 21 czerwca 1938 zgłosił się sam do prokuratora, dzięki temu zgłoszeniu nie przepadła mu kaucja 5 tys. zł, za którą opuścił areszt. W czasie II wojny światowej mieszkał w Warszawie. Od 1943 pomagał wymieniać, pobierając wysoką prowizję, złoto żydowskich rodzin Pokornych i Rotblatów, jeżdżąc pomiędzy Warszawą i Otwockiem. Aresztowany został na ulicy w Warszawie. Jako robotnik przymusowy skierowany do kopania rowów a następnie rozstrzelany. Uznany za zmarłego postanowieniem Sądu Grodzkiego w Warszawie z 18 grudnia 1947.